# Rue Robert-Turquan
La rue Robert-Turquan est une voie publique du 16e arrondissement de Paris, en France.

## Situation et accès
Cette rue, large de 12 mètres et longue de 51 mètres, donne uniquement sur la rue de l'Yvette (au no 13) à son début et termine en impasse. C'est une rue essentiellement résidentielle qui ne comporte aucun commerce. Les plus proches sont situés dans la rue du Docteur-Blanche ou dans l'avenue Mozart. Elle est en double sens pour la circulation automobile.
La rue est desservie au plus proche, dans l'avenue Mozart, par la ligne 9, à la station Jasmin.

## Origine du nom
Elle rend honneur au prévôt des marchands de Paris du XVIe siècle, Robert Turquan.

## Historique
La voie est ouverte en 1897 sous le nom de « villa de l'Yvette, » puis de « rue de la Villa-Yvette » avant de prendre sa dénomination actuelle en 1913. Henri Preslier, architecte du n°4 en 1911, y résida aussitôt alors qu'il construisait notamment les immeubles du 5, rue du colonel Moll et des 3- 5 et 6, rue des colonels-Renard. L'immeuble, essentiellement en brique, est encore de facture classique. Les mansardes sont en recul.

## Bâtiments remarquables et lieux de mémoire
- No 4 : immeuble de 1911 construit par l’architecte Henri Preslier, signé en façade.